# Maciej Marek Sysło
Maciej Marek Sysło (ur. 3 listopada 1945 w Tarnowie) – polski matematyk i informatyk, profesor nauk matematycznych, nauczyciel akademicki, specjalność naukowa: teoria grafów, matematyka dyskretna, algorytmika, optymalizacja, dydaktyka informatyki.

## Życiorys

### Kariera akademicka
Studia matematyczne ze specjalnością metody numeryczne (1963–1968) na Wydziale Matematyki, Fizyki i Chemii Uniwersytetu Wrocławskiego. Na tej uczelni kolejno uzyskał stopień doktora (1973), habilitację (1980) oraz tytuł profesora nauk matematycznych (1991). Od 1968 pracował w Instytucie Matematycznym, a od 1975 do 2016 w Instytucie Informatyki Uniwersytetu Wrocławskiego, gdzie w latach 1984–1996 był dyrektorem Instytutu. W latach 2003–2004 był członkiem Polskiej Komisji Akredytacyjnej.
W tym okresie przebywał na stypendium na Uniwersytecie Tokijskim (1974–1976), Fundacji Humboldta i Uniwersytecie w Bonn (1982-1984), Berlin (1989) oraz Programu Fulbrighta na Uniwersytecie Oregonu (1996–1997). Był też profesorem wizytującym w Washington State University (czerwiec 1979, maj–sierpień 1980, 1981–1982), na Uniwersytecie w Kopenhadze (wrzesień 1987, luty 1992) oraz na Uniwersytecie w Groningen (listopad 1991–luty 1992).
W latach 1970–1990 uczestniczył w projektach przemysłowych, dotyczących optymalizacji i komputeryzacji procesów decyzyjnych i produkcyjnych, m.in. w hucie w Ostrowcu Świętokrzyskim, w fabryce obrabiarek w Kuźni Raciborskiej i w zakładach szyb samochodowych Flach Glass w Gelsenkirchen (Niemcy), a także przy optymalizacji kampanii cukrowniczych w Polsce.
W latach 2005–2018 był profesorem zwyczajnym na Wydziale Matematyki i Informatyki w Uniwersytecie Mikołaja Kopernika (UMK) w Toruniu. Od 2018 jest profesorem zwyczajnym w Warszawskiej Wyższej Szkole Informatyki (WWSI).

### Działalność na rzecz edukacji informatycznej
Od połowy lat 1980 aktywnie uczestniczy w popularyzacji i kształtowaniu powszechnej edukacji informatycznej na wszystkich szczeblach kształcenia: od szkoły podstawowej po uczelnie wyższe. Jest autorem kolejnych podstaw programowych przedmiotów informatycznych dla szkół.
W Instytucie Informatyki Uniwersytetu Wrocławskiego, a następnie na Wydziale Matematyki i Informatyki UMK w Toruniu, gdzie kierował Zakładem Metodyki Nauczania Informatyki i Technologii Informacyjnej, zorganizował i prowadził ośrodek kształcenia i doskonalenia nauczycieli w zakresie informatyki i technik informacyjnych. W latach 1985–2005 zorganizował kilkadziesiąt studiów podyplomowych dla nauczycieli. W 1993 wspólnie z Ogólnopolską Fundacją Edukacji Komputerowej zainicjował w MEN ogólnopolskie szkolenia informatyczne dla nauczycieli. W latach 2009–2012 kierował merytorycznie projektem Informatyka+ w Warszawskiej Wyższej Szkole Informatyki. W 2011 stworzył koncepcję Dolnośląskiej e-Szkoły, jako środowiska dla kształcenia się uczniów i pracy nauczycieli, w tym dla uczniów o specjalnych potrzebach w ramach Fundacji Promyk Słońca.
Organizator konferencji poświęconych perspektywom edukacji informatycznej w szkołach:
- w latach 1985–2004 był głównym organizatorem 17 z 20 konferencji Informatyka w Szkole,
- od 2004 jest członkiem komitetu naukowego i organizacyjnego Konferencji Informatyka w Edukacji[8][9],
- w 2008 był organizatorem International Conference on Informatics in Schools: Situation, Evolution, and Perspectives (ISSEP) odbywającej się w Toruniu[10],
- w 2013 był organizatorem 10th IFIP World Conference on Computers in Education odbywającej się w Toruniu[11].

Współorganizator konkursów i olimpiad informatycznych:
- członek Komitetu Głównego Olimpiady Informatycznej (od 1994),
- przewodniczący Komitetu Głównego Olimpiady Informatycznej Juniorów (2019 - 2024),
- współorganizator w Polsce międzynarodowego konkursu informatycznego Bóbr[12],
- partner i tłumacz w inicjatywie Code.org[13] (od 2013),
- partner i tłumacz zasobów mikrokontrolera edukacyjnego BBC Micro:bit[14] (od 2014).

Funkcje z wyboru w gremiach zajmujących się edukacją informatyczną:
- przedstawiciel Polski w IFIP Technical Committee 3 on Education (2001–2024)[15],
- członek Rady ds. Informatyzacji Edukacji (wcześniej Rady ds. Edukacji Informatycznej i Medialnej) przy MEN (od 2002)[16],
- członek Rady Programowej przy Centralnej Komisji Egzaminacyjnej (2003-2005),
- ekspert w Informatics for All Coalition (ACM Europe, CEPIS, Informatics Europe) (od 2018)[17],
- członek Commission expert group for the development of guidelines on high-quality informatics, EU (od 2024)[18].

### Życie prywatne
Żonaty, dwóch synów: Tomasz (1973) – absolwent informatyki (Uniwersytet Wrocławski) i Akademii Sztuk Pięknych (we Wrocławiu), Bartosz (1985) – absolwent prawa (Uniwersytet Wrocławski).

### Hobby
Kolekcjoner mechanicznych maszyn do pisania i do liczenia, m.in. jednej z kilkunastu replik pierwszego kalkulatora maszyny Schickarda i jednej z dwóch w świecie replik maszyny Słonimskiego. Popularyzuje historię informatyki na spotkaniach dla dzieci, młodzieży i dorosłych oraz organizuje wystawy swoich maszyn: WMiI UMK, Toruń (sierpień 2008, lipiec 2013); Muzeum UJ, Kraków (wrzesień – listopad 2019); Muzeum Dawnego Kupiectwa, Świdnica (luty – czerwiec 2020).

## Publikacje
Autor ponad 150 prac naukowych z zakresu teorii grafów, matematyki dyskretnej, informatyki. Na podstawie wspólnej pracy z zespołem G.W. PEck ma Liczbę Erdösa równą 1.
Jest też autorem publikacji dotyczących edukacji informatycznej oraz dydaktyki informatyki.
- wsp.: J. Kucharczyk, Algorytmy optymalizacji w języku Algol 60, PWN, 1975;
- wsp.: N.Deo, J.S. Kowalik, Discrete Optimization Algorithms with Pascal Programs, Prentice Hall, 1983, ISBN 0-13-215509-5.
- Elementy informatyki, Tom 1-3, PWN, Warszawa 1988–1998, ISBN 83-01-11366-9.
- Algorytmy optymalizacji dyskretnej z programami w języku Pascal, wydanie 3, PWN Warszawa, 1999, ISBN 83-01-11818-0.
- Algorytmy, WSiP 1997,ISBN 83-02-08430-1, wydanie zmienione Helion 2016, ISBN 978-83-283-0357-7.
- Piramidy, szyszki i inne konstrukcje algorytmiczne, WSiP 1998, ISBN 83-02-07067-X,wydanie zmienione Helion 2015, ISBN 978-83-283-0356-0.
- Podręczniki szkolne do nauczania przedmiotów Technologia informacyjna i informatyka.
- Kierunki rozwoju edukacji wspieranej technologią. Nowe technologie w edukacji. Propozycja strategii i planu działania na lata 2014–2020; Wydawca: Rada ds.Informatyzacji Edukacji przy Ministrze Edukacji Narodowej, 2018[23].

## Wyróżnienia i nagrody
- Nagroda Naczelnej Organizacji Technicznej za pracę magisterską (1968),
- Nagroda im. Hugona Steinhausa (1986)[24],
- Nagrody zespołowe MEN za pakiety oprogramowania i zestawy podręczników do informatyki (1993, 1998, 2002),
- Nagroda im. Marka Cara[25] za zaangażowanie w problemy edukacji informatycznej (2010),
- Informatics Europe 2013 Best Practices in Education Award (2013)[26],
- IFIP Outstanding Service Award (2014)[27],
- Medal 70-lecia Polskiej Informatyki – przyznany przez Kapitułę Polskiego Towarzystwa Informatycznego (2018).